# 臧覇
臧 覇（ぞう は、生没年不詳）は、中国後漢時代末期から三国時代にかけての武将・政治家。字は宣高。兗州泰山郡華県（現在の山東省臨沂市費県）の人。父は臧戒。子は臧艾・臧舜・他2名。『三国志』魏志「二李臧文呂許典二龐閻伝」に伝がある。別名は「奴寇」。（『魏略』）

## 正史の事跡

### 泰山の諸将
県の獄掾であった父の臧戒は法に厳格で、太守が不正に人を処刑しようとするのを拒絶した。太守は激怒して臧戒を逮捕したが、これを知った臧覇は18歳にして食客数十人を率い、100余名の護送の役人に囲まれた父を費西山の中で奪い返し、東海郡に亡命した。これによって勇壮を世に知られるようになった。
黄巾の乱が起こると、陶謙に従い黄巾賊を討ち、騎都尉を拝命した。
その後は徐州で兵を集め、孫観・呉敦・尹礼・昌豨らを率い、開陽に駐屯して独立勢力となった。後に徐州を得た呂布は、自分が袁術と臧覇に挟まれる形になっていることを警戒した（「呂布伝」）。
建安2年（197年）、臧覇は琅邪国相の蕭建を撃ち破り、莒県を占領した。蕭建を味方に取り込んでいた呂布は、高順が諫めるのを聞かずに臧覇を攻撃したが、臧覇は善戦してこれを撃退した。後に呂布と臧覇は和解し、同盟関係となった（『英雄記』）。
建安3年（198年）、呂布が曹操に攻められた際、臧覇は呂布の味方をして兵を出したが、呂布が敗死すると逃亡し身を隠した。曹操は懸賞金をかけて臧覇を捕えさせたが、会ってみたところ臧覇を気に入ったため、臧覇に命じて孫観らを自らの元に招かせようとした。臧覇が彼らに促すと皆帰順し、太守や国相として取り立てられた。臧覇も琅邪国相に任命され、青州・徐州の統治を実質的に委託された。
かつて曹操配下の将軍であった徐翕・毛暉は、兗州で呂布を担いで反乱を起こし、失敗すると臧覇の下に亡命してきた。曹操は劉備に語り、臧覇に徐翕・毛暉の首を送るよう説得させた。臧覇は「私が独立勢力となったのは、亡命者を裏切るような不信義をしないからです。大恩ある曹公の命令に背くつもりはありませんが、王覇の君主には義を告げてよいと聞きます」と劉備に説いた。曹操は劉備から臧覇の言葉を聞くと歎息し、「亡命者を匿うのは古人の事であるが、君がよく行なったのは私の願いである」と臧覇に告げ、徐翕・毛暉を赦して彼らを郡太守にしたという。

### 青州と徐州を治める
建安4年（199年）8月、曹操は黎陽に進軍すると、臧覇らを青州に進入させて斉郡・北海郡・東萊郡を破らせた（「武帝紀」）。
建安5年（200年）の官渡の戦いでも、臧覇らが何度も精鋭を率いて青州に侵入したため、曹操は袁紹との正面決戦に専念し、東方のことを気にせずに済んだ。
建安10年（205年）1月、曹操は南皮において袁譚を破ると、臧覇らと会って慶賀した。この時、臧覇は自らや配下の家族を鄴にすすんで赴かせたため、曹操にその忠孝を感嘆された。青州・徐州方面の治安維持に大きく貢献したので、臧覇らは列侯に取り立てられた。臧覇は都亭侯となり、威虜将軍を加えられた。
かつての配下である昌豨を于禁と共に征伐し、黄巾残党の徐和を夏侯淵と共に討伐するなど、更に功績を重ねて徐州刺史となった。同じ頃、かつての配下である孫観が青州刺史となっている。
臧覇は下邳県令となった武周を尊敬し、自ら武周の宿舎を訪問した。部従事が法を犯して武周に逮捕されたことがあり、臧覇はますます武周を評価した。
建安14年（209年）、曹操は自ら10万以上の軍勢を率いて孫権の征伐に向かった。臧覇は巣湖に入って居巣を破った。陳蘭・梅成が曹操に対し反乱を起こしたため、張遼・于禁・張郃と共にこの討伐にあたった。孫権が陳蘭を救援しようとしたが、臧覇は皖城に入城しそれを阻止した。さらに、迎撃に来た孫権軍の韓当を逢龍・夾石で撃破し、引き返して舒県に駐屯した。孫権は万人を船に乗せて、舒口に駐屯させ陳蘭を救援しようとしたが、臧覇が舒にあったため退却した。臧覇は追撃をかけるとともに、退却する孫権軍を前後から挟撃し散々に打ち破り、溺死者を続出させたという。こうして孫権軍は陳蘭の救援に失敗し、張遼は陳蘭を斬ることができた。孫権が巣湖を固守して曹操と戦い、曹操軍も大損害を被ると、12月に曹操は孫権を攻め敗れず撤退した。
建安22年（217年）、正月の濡須口の戦いでは張遼と共に先鋒を務め、孫権の工作隊を撃退した。大雨が降って水位が上がり、孫権軍の船が迫ってきたため将士は不安になった。張遼は撤退を考えたが、臧覇は曹操が自分たちを見捨てることはないから命令を待つべきだと反対した。果たして次の日に撤退命令があり、張遼はこのことを曹操に語った。曹操はこの判断を評価し、臧覇を揚威将軍に任命し、仮節とした。結局曹操は濡須塢で孫権を攻め落れず、逆に孫権軍に撃退され引き揚げた。臧覇を引き続き留め置き、居巣に残留する夏侯惇の下に置いた。
建安25年（220年）1月、曹操が死去すると、臧覇の部下と青州兵は天下が乱れると考え、勝手に持ち場を離れた（『魏略』）。
延康元年（220年）1月、曹丕が魏王を継ぐと、臧覇は鎮東将軍に昇進し、武安郷侯に進爵し、都督青州諸軍事となった。当時、地方で巨大な軍権を握っていたのは、使持節・行都督督軍・征東将軍・徐州刺史の臧覇、使持節・行都督督軍・征東将軍・揚州刺史の曹休、使持節・行都督督軍・征南将軍の夏侯尚、使持節・行都督督軍・鎮西将軍の曹真の四名であり、曹休・夏侯尚・曹真が魏の宗族・親族であることからも、臧覇の地位の高さが伺える。曹丕の家臣団が曹丕に対し、後漢からの禅譲を受けるよう勧めた『魏公卿上尊号奏』には、臧覇は十四番目に名を連ねている。これは曹洪・曹真・曹休・夏侯尚に次ぎ、前将軍の張遼、左将軍の張郃・右将軍の徐晃・後将軍の朱霊といった功臣たちより上位である。10月に曹丕が帝位に就く（文帝）と、開陽侯に進封し、後に良成侯に改封された。
黄初3年（222年）から翌4年（223年）にかけての呉との戦いでは、曹休や張遼と共に洞浦で呂範に大勝した。さらに臧覇は曹休の命令を受け、快速船500艘と1万の兵を率いて、徐陵の呉軍を襲撃し破ったが、全琮・徐盛に追撃され大敗した（222年から223年にかけての三方面での戦い）。
曹丕が帝位に就いた時、曹休を都督青徐二州諸軍事に任命したところ、臧覇は曹休に朝廷への不満を漏らし、自分に歩騎1万余りを与えれば呉を横行できると言ったことがあった。曹丕は以前の青州兵の事件によって臧覇を疑っており、曹休から話を聞いてその勇壮さを憚り、臧覇を来朝させて兵を剥奪した（『魏略』）。
中央に召されると執金吾となり、位を特進とされた。臧覇は曹丕の軍事顧問になったという。
曹叡（明帝）の時代には500戸を加増され、3500戸となった。その後まもなく死去し、威侯と諡され、子の臧艾が後を継いだ。臧艾は若い頃から優秀で、黄門郎となり、郡守を歴任し、青州刺史となり、少府に至り、死去すると恭侯と諡され、子の臧権が嗣いだ。
正始4年（243年）秋7月、曹芳（斉王）は詔勅を下し、曹操の廟庭に功臣20人を祭った。その中には臧覇も含まれている（「斉王紀」）。

## 評価
陳寿は、州郡を守り威厳と恩恵を示した人物として、李通・文聘・呂虔と共に臧覇を称えている。
孫盛は、父を助けて孝であり、若い頃から孝烈を称えられたと臧覇を評価し、曹操が方面軍を任せた優れた人物の一人として、文聘と共に名を挙げている。
盧弼は『三国志集解』で、臧覇が任された青・徐の地は、李通が任された淮・汝の地、鍾繇が任された関中の地と並び、決して失うことのできない重要な地方だったと評価している。

## 物語中の臧覇
小説『三国志演義』では、呂布配下の八健将の1人として、張遼に次ぐ序列第2位で登場する。
濮陽での曹操軍との戦いでは、一騎討ちで楽進と互角に渡り合い、さらに曹操を後一歩まで追い詰めるが、典韋に撃退されてしまう。
徐州に移った後の袁術の侵攻に際しては、張遼と共に雷薄軍を破っている。
さらに曹操と呂布の最後の戦いでは、臧覇は泰山の山賊である孫観・呉敦・尹礼・昌豨を味方に引き入れている。しかし呂布が滅亡すると臧覇は曹操に降伏し、昌豨以外の泰山の山賊も説得した上で、曹操に降伏させることとなる。なお、史実では孫観らは山賊ではない。
赤壁の戦い直前には、徐庶が流した韓遂・馬騰の謀反の噂により、徐庶と共に曹操の命令で前線から離れている。その後は登場しない。